# Trójka (Sanna)
Trójka (Sanna) – obraz olejny autorstwa Józefa Chełmońskiego, namalowany w 1880 roku.

## Historia
Obraz powstał w dojrzałym okresie twórczości Józefa Chełmońskiego podczas jego pobytu w Paryżu; płótno zostało namalowane na rok przez Czwórką. Artysta malował zaprzęgi, które mógł znać ze swoich podróży po Ukrainie. Motyw rozpędzonych koni był dobrze odbierany przez zachodnich odbiorców, dlatego artysta na skutek wieloletniej umowy z marszandem Adolphem Goupilem powtarzał ten motyw w swoich pracach.
Obraz należał w 1907 roku do Antoniego Górskiego w Warszawie, a w 1913 roku należał do kolekcji doktora Jana Górskiego w Krakowie; został nabyty dla Muzeum Śląskiego od Adolfa Schwarza w 1928 roku. Dzieło znajduje się w kolekcji Muzeum Śląskiego w Katowicach (numer inwentarzowy: MŚK/SzM/362).

## Charakterystyka
Obraz namalowany techniką olejną na płótnie, o wymiarach 70,5 na 152 cm. Sygnatura: Józef Chełmoński 1880 znajduje się w lewym dolnym rogu płótna. Przedstawia sanie – zaprzęg konny w typie ukraińskim; sanie są zaprzężone w trójkę koni, które Tadeusz Dobrowolski określił mianem „myszatych mierzynków”. Praca jest utrzymana w srebrnopopielatej tonacji. 